# 謝秀鳳
 謝秀鳳（1959年11月5日—），臺中豐原人，前臺灣女子籃球運動員，場上位置為後衛，1975年加入台元女籃，出身靜修女中、臺北市立體育專科學校與中國文化大學。